# Mary Kaldor

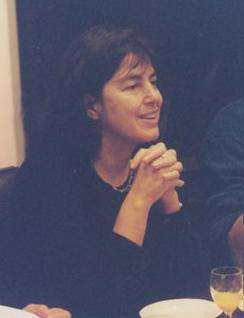
Mary Kaldor

Mary Henrietta Kaldor (* 16. März 1946 im Vereinigten Königreich) ist eine britische Wissenschaftlerin und Professorin für Global Governance an der London School of Economics and Political Science.

## Leben
Kaldor ist die jüngere Tochter des englischen, aus Ungarn stammenden Wirtschaftswissenschaftlers Nicholas Kaldor. Sie schloss die Fächer Politik, Philosophie sowie Wirtschaftswissenschaften mit einem Bachelorexamen an der University of Oxford in England ab.
Kaldor arbeitete am schwedischen Stockholm International Peace Research Institute (SIPRI), dessen Vorstand sie noch heute angehört. An der „Science Policy Research Unit“ der University of Sussex arbeitete sie eng mit dem englischen Wirtschaftswissenschaftler Christopher Freeman zusammen. Seit den 1970er Jahren ist sie als Autorin über Globalisierung und internationale Beziehungen sowie Menschliche Sicherheit durch humanitäre Interventionen, über eine Globale Zivilgesellschaft und Global Governance bekannt geworden. Ferner schreibt sie über die „Neuen Kriege“ und die asymmetrische Kriegführung.
Kaldor war in verschiedenen Gremien tätig, die sich unter anderem für die Abrüstung und das Verbot von Atomwaffen in Europa einsetzen, wie European Nuclear Disarmament, und war von 1983 bis 1988 die Herausgeberin des European Nuclear Disarmament Journal. Sie ist Gründungsmitglied des European Council on Foreign Relations und schreibt für opendemocracy.net. Ferner ist sie im Aufsichtsrat der in Berlin ansässigen Hertie School of Governance und gehört zur Redaktion der Zeitschrift Stability: International Journal of Security and Development.
Kaldor ist Professor of Global Governance an der London School of Economics and Political Science und leitet dort das „Centre for the Study of Global Governance“.

## Veröffentlichungen
- 1978: The Disintegrating West. Allen Lane, London, ISBN 0-7139-1076-3.
- 1981: The Baroque Arsenal. Hill and Wang, New York, 1981, ISBN 0-8090-2812-3.
  - 1982: Rüstungsbarock. Rotbuch, Berlin, 1982, ISBN 3-88022-238-X.
- 1990: The Imaginary War. Basil Blackwell.
  - 1992: deutsch von Michael Haupt und Thomas Laugstein: Der imaginäre Krieg: Eine Geschichte des Ost-West Konflikts. Argument Verlag, Hamburg/Berlin, ISBN 3-88619-392-6.
- 1999: New and Old Wars: Organized Violence in A Global Era. Stanford University Press. Neuauflage: Polity Press, Cambridge, England 2013.
  - 2000: deutsch von Michael Adrian: Neue und alte Kriege: Organisierte Gewalt im Zeitalter der Globalisierung. Suhrkamp, Frankfurt am Main, ISBN 3-518-41131-4.
- 2003: Global Civil Society: An Answer to War. Wiley, ISBN 0-745627587.
- 2007: Human Security: Reflections on Globalization and Intervention. Polity Press, Cambridge, England, ISBN 978-0-7456-3854-6.
- 2010: mit Mary Martin (Hrsg.): The European Union and Human Security. External Interventions and Missions, Routledge, London, ISBN 978-0-415-49872-2.
- 2010: mit Shannon D. Beebe: The Ultimate Weapon is no Weapon.
  - 2012: Unsere beste Waffe ist keine Waffe: Konfliktlösungen für das 21. Jahrhundert, deutsch von Michael Müller. Suhrkamp, Berlin, ISBN 978-3-518-42336-3.
- 2012: New and Old Wars: Organized Violence in a Global Era, dritte Auflage. Stanford University Press, Stanford, Kalifornien, USA, ISBN 978-0-80478549-5.gland
- 2017: mit Christine Chinkin: International Law and New Wars. Cambridge University Press, Cambridge, England, ISBN 978-1-107171213.
- 2018: Global security cultures. Polity, Cambridge, England, ISBN 978-1-5095-0918-8.